# سیارک ۱۹۷۱
سیارک ۱۹۷۱ (به انگلیسی: 1971 Hagihara، نامگذاری:1955RD1) هزار و نهصد و هفتاد و یکمین سیارک کشف شده‌است که در ۱۴ سپتامبر ۱۹۵۵ کشف شد.
قدر مطلق سیارک برابر ۱۲٫۱۰ است.